# Христос Караянидис
Христос Караянидис (на гръцки: Χρήστος Καραγιαννίδης) е гръцки политик от Коалиция на радикалната левица (СИРИЗА).

## Биография
Христос Караянидис е роден в 1965 година в Драма, Егейска Македония, Гърция. Учи инженерство в Атина във филмовото училище „Папандонопулос“, а след това продължава образованието си в Лондон - в Лондонското училище по аудио техника. След като завършва, се връща в родния си град. Още като млад уаства дейно в разлини обществени дейности и поддържа леви убеждения. Участва в Европейския социален форум, където отблизо се запознава с процесите. Член е на Одитнния комитет в Центъра по труда в родния си град. Също така е член на екологичното движение в Драма. Пише редовно статии в местната преса – публикува във вестник „Авги“ (Αυγή) и портала Rednotebook.
Избран е за депутат от избирателен район Драма за първи път на общите избори в 2012 година. След това отново е избран на общите избори през януари и през септември 2015 година. Караянидис е избиран за депутат и трите пъти от Коалиция на радикалната левица (СИРИЗА).